# Route nationale 9a
Pour les articles homonymes, voir Route 9A.
La route nationale 9A, ou RN 9A, est une ancienne route nationale française reliant Gannat à Vichy. C'est une antenne de la route nationale 9.

## Histoire
En 1824, la route nationale 9, définie comme la route de Paris à Perpignan et en Espagne, comprend un embranchement dirigé de Gannat sur Vichy long de 16,841 km « par Cognat-Lyonne et le bois de Pouzatet » Pour la différencier de la route principale, elle est complétée par le suffixe bis.
L'embranchement de la route nationale 9 nécessitait, pour le passage de la rive gauche (Vesse, actuellement Bellerive-sur-Allier) à la rive droite (Vichy), le franchissement de la rivière Allier, qui était assuré par bac puis par des ponts qui ont souvent été emportés par des crues de la rivière, notamment en 1866.
En 1933, la route nationale définie comme l'annexe de Gannat à Vichy prend le numéro 9a.
La réforme de 1972 transfère 55 000 km de routes nationales aux départements, ce qui n'est pas le cas de la route nationale 9A qui sera renumérotée RN 209 (actuellement RD 2209).

## Tracé
- Gannat
- Lyonne, commune de Cognat-Lyonne
- Cognat-Lyonne
- Le Bois de l'Eau, commune d'Espinasse-Vozelle
- Le Pouzatais, commune d'Espinasse-Vozelle
- Bellerive-sur-Allier (village de Champroubeau, puis avenue de Vichy et avenue de la République)
- Franchissement de l'Allier par le pont Aristide-Briand, ou pont de Bellerive
- Vichy

À Vichy, la rue traverse la place Rosalie (actuelle place de la Source-de-l'Hôpital) et l'ancien chemin de Vichy à Cusset (actuelle rue de la Source-de-l'Hôpital) jusqu'à la Croix de la Mission (actuelle place Victor-Hugo) où elle rejoignait la route nationale 106.